# 드비 에파시
드비 로제르 에파시 음보카(프랑스어: Devis Rogers Epassy Mboka, 1993년 2월 2일 ~ )는 카메룬의 축구 선수이다. 포지션은 골키퍼이며, 현재 사우디 프로페셔널리그의 아브하 클럽에서 뛰고 있다.